# Opel GTC Concept
Der Opel GTC Concept ist ein Konzeptfahrzeug des deutschen Herstellers Opel, welches auf dem Genfer Auto-Salon 2007 vorgestellt wurde. Der Entwurf dieses Coupés stammt von Bryan Nesbitt und sollte die Designsprache vorstellen, welche in den nachfolgenden Opel-Modellen verwendet wird. Gleichzeitig wurde mit dem GTC Concept die zweite Generation der GM-Epsilon-Plattform vorgestellt.

## Karosserie
Die Front des Fahrzeuges wird von markanten Lufteinlässen aus Aluminium dominiert. Die Lichtanlage wurde mit LED-Technik und den damit verbundenen freieren Formen realisiert. Mit dieser Studie hat Opel auch die Opel-Stange und das Opel-Logo weiterentwickelt. Das neue Logo beinhaltet den Firmennamen im oberen Teil des nun etwas schmaleren Ringes und der Blitz wurde etwas plastischer. Die Seitentüren beinhalten einen stark ausgeprägten Schwung. Am Heck fallen abgedunkelte Rückleuchten, ein kleiner Heckspoiler und zwei Auspuffrohre auf.

## Innenraum
Das Armaturenbrett ist sehr an eine spätere Serienfertigung angelehnt. Die Armaturenbeleuchtung ist rot, diese Farbe findet sich auch in den Ziernähten wieder.
Durch Verschieben und Umklappen der Fondsitze kann eine ebene Ladefläche erreicht werden. Opel bezeichnet das Sitzkonzept als Flex-4-System, in Anlehnung an das Flex-7-System vom Opel Zafira und das Flex-Space-System des Opel Merivas.

## Motor
Das Konzeptfahrzeug war mit einem überarbeiteten V6-Motor aus dem Opel Vectra C OPC und einem manuellen Sechsganggetriebe ausgestattet. Mit Hilfe eines Turboladers wird aus 2,8 Liter Hubraum eine Leistung von 300 PS (220 kW) erreicht.